# Colònia Salou
La Colònia Salou o Salou-Baurier és una antiga colònia tèxtil de les Masies de Roda (Osona), al peu del riu Ter, inclosa a l'Inventari del Patrimoni Arquitectònic de Catalunya. Va tancar el 1963, arran de la construcció del pantà de Sau.

## Història

### Antecedents
Pierre Baurier (1820-1879), nascut a Tarare, prop de Lió (França), era viatjant de teixits francesos a Catalunya. Va decidir instal·lar la seva pròpia fàbrica i producció al peu del Ter, per aprofitar l'experiència adquirida a França. A Roda de Ter es va construir una primera fàbrica que ocupava l'antic molí del Moret, on des de 1807 ja hi funcionava un batan i diferents màquines de filar i de cardar cotó. Del molí es passà a construir una fàbrica que, cap al 1853, es va arrendar a Pierre Baurier.
Inicialment Baurier va començar a produir el piqué blanc, un tipus de tela de cotó gruixut i amb relleu que en aquell moment era novetat i del qual Baurier va aconseguir l'exclusiva de fabricació a Catalunya per cinc anys. Per a la fabricació d'aquest teixit s'emprava el teler Jacquard, inventat per un lionès, Joseph M. Jacquard, i que Baurier va haver de fer venir de França, amb l'ajuda del seu germà Jules i de dos socis capitalistes francesos: Azéma i Roland. També va fer venir de França els muntadors i els tècnics que en van ensenyar el funcionament als obrers de Roda. Un cop la fàbrica ja estava a ple rendiment, el 1858, els tècnics francesos i els socis capitalistes van tornar a França i la colònia va quedar sota el comandament dels germans Baurier.
El producte va tenir molt d'èxit a causa de la seva novetat i exclusivitat, i va rebre el reconeixement de qualitat a l'exposició industrial de Barcelona de 1860. Aleshores els germans Baurier van buscar un nou emplaçament per ampliar el negoci, i van construir una fàbrica pròpia més gran, a prop de l'emplaçament anterior, però ja dins el terme municipal de les Masies de Roda.

### Creació de la colònia
Pere Baurier i la seva cunyada, Elisa Bacqué de Bailleux, aleshores ja vídua de Juli Baurier, compraren el 1864 la finca coneguda com el Molinet de Salou a Josep Oller. Aquesta era situada al marge dret del riu Ter, ja al terme municipal de Masies de Roda. El permís per aprofitament de les aigües del Ter se'ls va concedir el 1879. Aquesta concessió, segons la Llei d'Aigües vigent, comportava una exempció del pagament de la quota industrial durant deu anys, per la qual cosa s'inicià un litigi entre l'Ajuntament de Masies de Roda i l'empresa, ja que aquest es veia molt perjudicat sense la recaptació que hauria aportat l'activitat industrial.
D'altra banda, la major part dels treballadors eren de Roda de Ter, per la qual cosa havien de fer un llarg recorregut per anar a treballar. De manera que Baurier va fer construir una llarga palanca de fusta per travessar el riu i escurçar el recorregut, molt característica d'aquesta colònia, i també es van construir habitatges per als treballadors al costat de la fàbrica.
Fora pròpiament de la colònia, dins el nucli de Roda, l'any 1944 es van construir uns grups d'habitatges per als treballadors immigrats de fora de Catalunya, coneguts com La Talaia. Hi vivien diverses famílies a cada pis i no es pagava lloguer. Actualment aquests pisos han passat a propietat de persones sense cap relació amb l'antiga colònia.

### La fàbrica de Salou
La fàbrica tenia dues turbines, de 100 i 80 cavalls de potència respectivament, fabricades a Girona per l'empresa Planas, Flaquer i Cia. Quant a maquinària, la fàbrica destacava pels seus teleres Jacquard, i a més tenia selfactines de 700 pues, comprades a la casa Platt Brothers. L'any 1888 va adquirir una dinamo, amb la qual va ser la primera del Ter que substituí els llums de carbur per l'electricitat.
Al llarg de tota la seva trajectòria l'empresa es va caracteritzar per l'especialització i la modernitat. En morir Pierre Baurier l'any 1879 la fàbrica tenia 20 cardes cilíndriques, 3.050 fusos i 124 telers jacquard. El va succeir el seu fill, Antonin Baurier, el qual es va fer càrrec de l'empresa fins al 1901, quan va morir. Llavors la raó social Baurier e Hijos es va transformar en Fills i net de P. Baurier, amb la incorporació del seu germà petit, Enric Baurier, i el fill d'aquest. El 1912, la secció de tissatge es va traslladar a les noves instal·lacions construïdes a Sant Adrià del Besòs.
La fàbrica del Ter va mantenir l'activitat industrial fins al 1963, quan, a conseqüència de la construcció del pantà de Sau, una part de les instal·lacions fabrils van quedar sota el nivell inundable de l'embassament. La colònia Salou no va ser l'única que va quedar afectada per la construcció del pantà: també Còdol Dret que, a més, va quedar físicament sota les aigües.

## Descripció

### Fàbrica

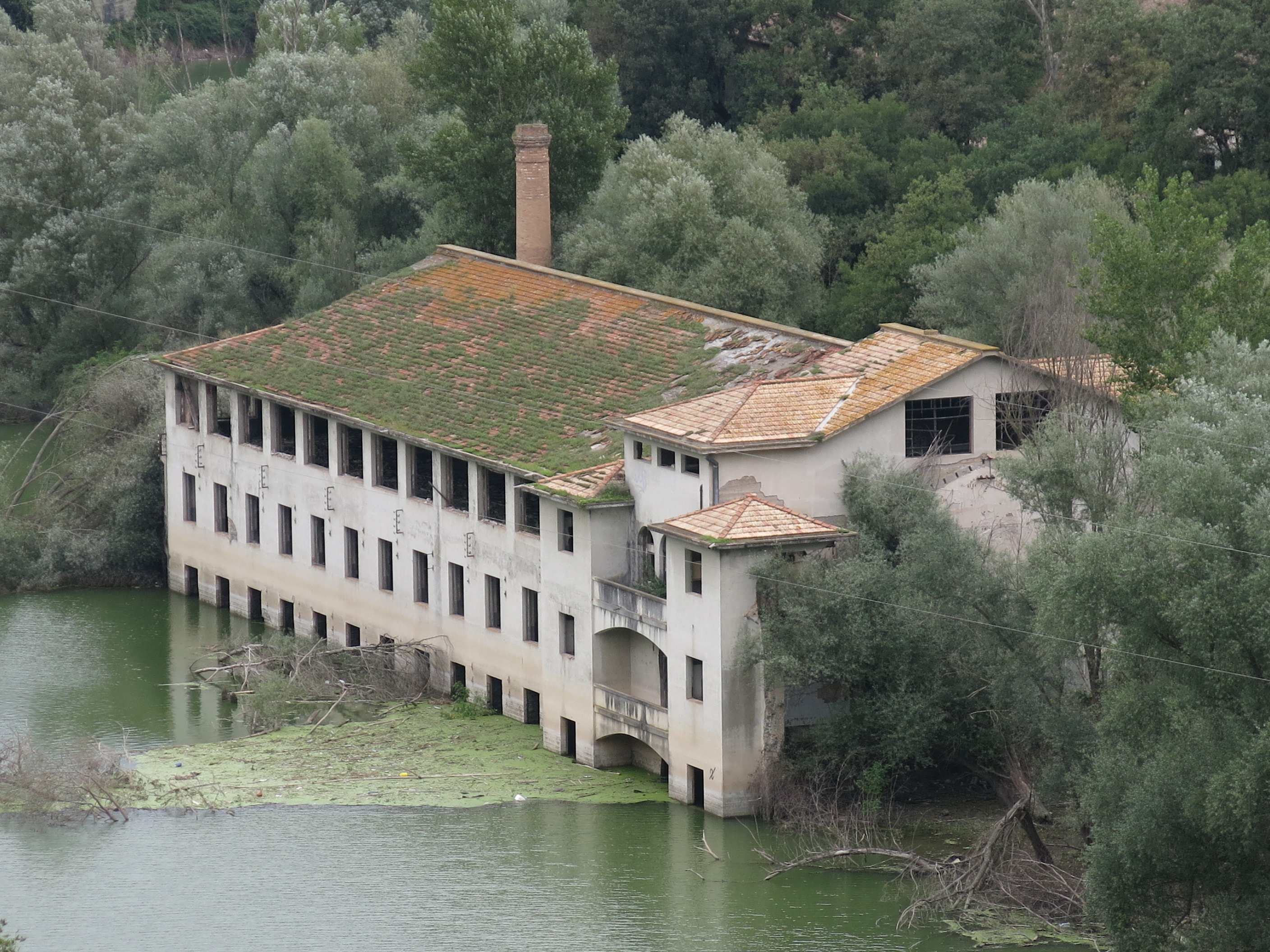
La fàbrica

Construcció formada per dues naus de planta rectangular i cobertes a tres vessants, separades per un cos intermedi. Una de les naus consta de dos pisos, amb la façana organitzada a partir d'uns eixos verticals idèntics que es van repetint al llarg de totes les façanes. Consten d'una finestra al primer pis i una altra al segons, d'obertura rectangular i recta, a sobre de les quals, i a sota teulada, hi ha un ull de bou per a ventilació de coberta. L'altra nau és lleugerament més alta, té tres pisos i les façanes estan organitzades a partir de la successió d'un eix que consta d'una finestra rectangular a cada pis, però en el pis superior l'obertura és més ampla i arriba fins a sota teulada, creant un porxo.
Aquests cossos bàsics formen part d'un conjunt arquitectònic propi de les necessitats de la fàbrica: una xemeneia cilíndrica de maó i un pont d'un sol pilar amb una passarel·la de fusta, entre d'altres.

### Altres elements de la colònia
Altres elements arquitectònics que també han desaparegut són la passarel·la de fusta (tot i que es mantenen els pilars de pedra), i els blocs de pisos dels treballadors, a més d'una part dels edificis de serveis, com la cooperativa o economat.
L'antiga passarel·la de fusta havia estat substituïda el 1924 per una palanca penjant, aguantada per dos cables d'acer sobre dues torres de pedra. Aquesta construcció, d'uns 80 metres de llargada, facilitava l'accés dels treballadors des de Roda de Ter travessant el riu amb més seguretat, i escurçant el trajecte, tot i que suposava encara caminar un quilòmetre.

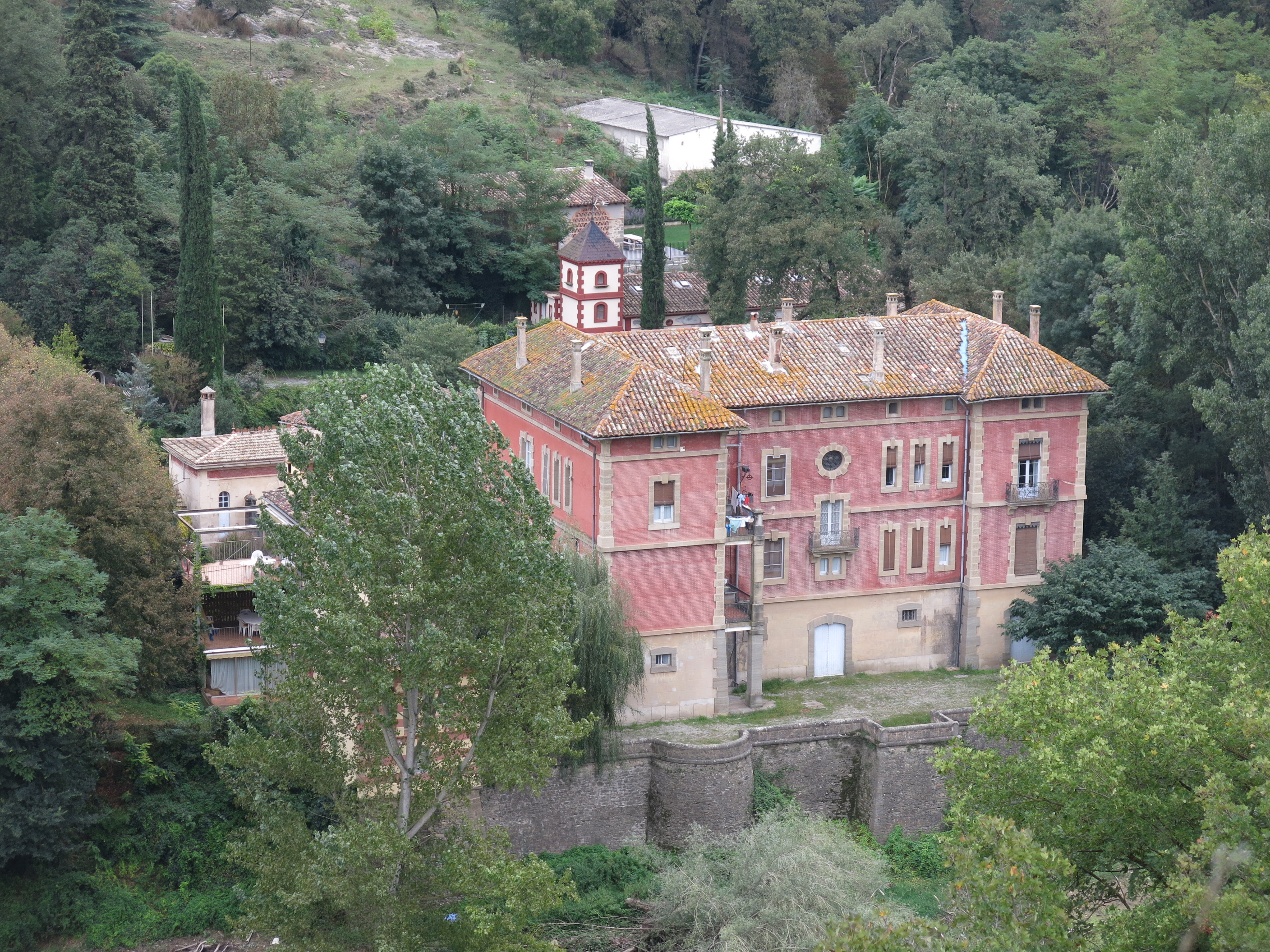
Edifici conegut com el Castell Nou, una de les tres residències de la família Baurier dins la colònia

Malgrat que hagin desaparegut tots aquests elements, a causa del nivell del pantà de Sau quan està a màxima capacitat, resten encara molts elements arquitectònics i patrimonials que fan d'aquesta colònia una de les més singulars i desconegudes de les colònies de Catalunya. Cal destacar la torre dels propietaris i la dels directors, l'habitatge del capellà i l'església, així com l'edifici conegut com el Guarda de Salou. Tot aquest conjunt, en bon estat de conservació, és envoltat de jardins i de bosc. L'estil, bastant uniforme i majestuós, s'inspira en l'arquitectura tradicional borgonyona, fet que es pot apreciar en els elements decoratius dels edificis, en el pendent de les teulades, els grans finestrals de fusta i els jardins. L'església encara està oberta al culte i s'hi fan actes esporàdics (batejos, casaments, comunions...).